# Europagymnasium Auhof
Das Europagymnasium Auhof ist eine Allgemeinbildende Höhere Schule in Linz-Urfahr und befindet sich im Bundesschulzentrum in Linz-Urfahr. Die rund 1400 Schüler werden in 53 Klassen von über 150 Lehrkräften unterrichtet.

## Schultypen
Das Europagymnasium Auhof ist ein „3-Sparten-Betrieb“ mit zwei sprachlich orientierten Gymnasien (ein englischer Zweig und ein französischer Zweig) und einem Realgymnasium (Schwerpunkt Mathematik und Naturwissenschaften). In allen drei Zweigen gibt es Englischunterricht ab der 1. Klasse.
- Das Kepler Realgymnasium ist ein naturwissenschaftlich orientiertes Realgymnasium mit einem naturwissenschaftlichen Praktikum ab der zweiten und einem Schwerpunktfach (Biologie, Chemie, Darstellende Geometrie, Geographie, Informatik, Physik) ab der siebten Klasse, in welchem es auch Schularbeiten gibt. In der 5. Klasse ist auch eine weitere Fremdsprache zu wählen.
- Die eLLA (eurolinguales Lernen Linz Auhof) ist ein sprachlich orientiertes Gymnasium mit Französisch und Englisch als Fremdsprache ab der 1. Klasse und einer weiteren Fremdsprache ab der 5. Klasse.
- Die LISA (Linz International School Auhof) ist ein sprachlich orientiertes, in Englischer Sprache unterrichtetes Gymnasium mit der Möglichkeit, die Matura und das IB Diploma abzulegen. Das Fremdsprachenangebot umfasst Französisch ab der dritten und einer weiteren Fremdsprache ab der 5. Klasse.

## Bildungsangebot
Zur Auswahl gibt es drei Zweige mit jeweils individuell wählbaren Fächern. Als Alternative zum konfessionellen Religionsunterricht gibt es in der Oberstufe das Unterrichtsfach Ethik. Angeboten werden Freigegenstände, Übungen und unverbindliche Übungen. Zudem gibt es eine Bibliothek und weitere spezielle Räumlichkeiten wie ein Audio- und Photolabor, Textilgestaltungsräume, Informatiksäle, einen Veranstaltungsraum und ein Freilufttheater. Fast alle Klassen sind mit einem Beamer und einem Tageslichtprojektor ausgestattet.

## Bekannte Schüler und Absolventen
- Alexander Falk (Unternehmer, 1967), 1985
- Peter-Arthur Straubinger (Filmemacher, Journalist, 1970), 1988
- Berni Wagner (Kabarettist, 1991), 2009